# Дёберкиц

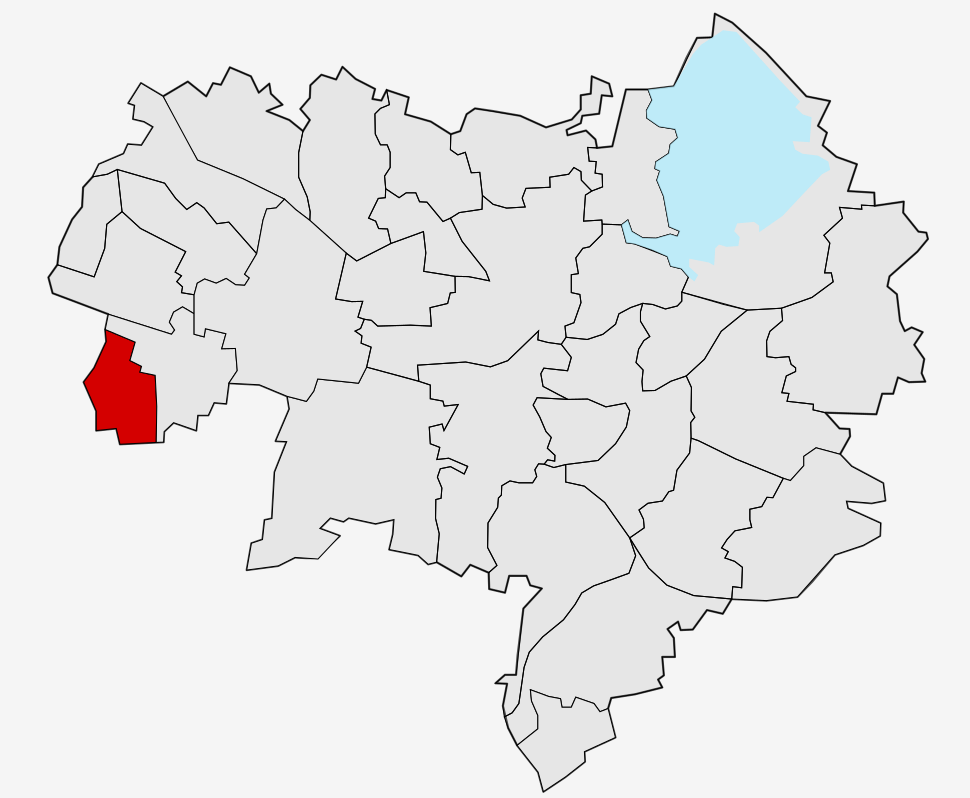
Дёберкиц на городской карте Баутцена

Дёберкиц или Дебрикецы (нем. Döberkitz; в.-луж. Debrikecyо файле) — сельский населённый пункт в Верхней Лужице, входящий с 1999 года в городские границы Баутцена, Германия.  Район Баутцена.

## География
Находится в шести километрах на запад от исторического центра Баутцена. Располагается в долине небольшого родника, который течёт на запад и впадает в реку Лангес-Вассер (Долга-Вода). На востоке от деревни находится холм Хуситенберг (Hussitenberg, Гуситиска-Гора) высотой 243 метров и на юго-востоке — холм Хеннерсберг (Hennersberg) высотой 251 метров. Через деревню проходит автомобильная дорога K7271, соединяющая населённый пункт на востоке с деревней Блогашецы и на юго-западе с административным центром коммуны Гёда.
Соседние населённые пункты: на востоке — деревня Блоашюц (в городских границах Баутцена), на юго-западе — административный центр коммуны Гёда и на западе — деревня Янецы коммуны Гёда.

## История
Впервые упоминается в 1466 году под наименованием «Debreckwitz», с 1768 года впервые упоминается под современным названием. C 1969 по 1994 года деревня входила в состав коммуны Зальценфорст-Больбриц, с 1994 по 1999 года — в коммуну Клайнвелька и в 1999 году вошла в городские границы Баутцена.
В настоящее время деревня входит в состав культурно-территориальной автономии «Лужицкая поселенческая область», на территории которой действуют законодательные акты земель Саксонии и Бранденбурга, содействующие сохранению лужицких языков и культуры лужичан.
Исторические немецкие наименования
- Debreckwitz, 1466
- Derbergwicz, 1475
- Dobriketz, Debriketz, 1535
- Doberkitz, 1569
- Deberkitz, 1600
- Döbriketz, 1617
- Döberkitz, 1768

Историческое серболужицкое наименование
- Deberkecy

## Население
Официальным языком в населённом пункте, помимо немецкого, является также верхнелужицкий язык.
Согласно статистическому сочинению «Dodawki k statisticy a etnografiji łužickich Serbow» Арношта Муки в 1884 году в деревне проживало 55 человек (из них — 51 лужичанина (91 %)).
Лужицкий демограф Арношт Черник в своём сочинении «Die Entwicklung der sorbischen Bevölkerung» указывает, что в 1956 году при общей численности двух деревень Дёберкиц и Больбриц в 532 человека серболужицкое население деревни составляло 26,5 % (94 взрослых, которые свободно владели верхнелужицким языком, 20 взрослых — пассивно и 27 несовершеннолетних владели свободно языком).
| 1834 | 1871 | 1890 | 2020 |
| ---- | ---- | ---- | ---- |
| 30   | 44   | 41   | 47   |

## Достопримечательности
Культурные памятники федеральной земли Саксония
- Бывшая усадьба с парком и фруктовым садом, XVIII век, Döberkitz 14